# Karen Aardal
Karen I. Aardal (ur. 1961) – holendersko-norweska profesor specjalizująca się w zagadnieniach z zakresu matematyki stosowanej, informatyki teoretycznej i badań operacyjnych. Jej zainteresowania badawcze skupiają się na optymalizacji kombinatorycznej, programowaniu całkowitoliczbowym, algorytmach aproksymacyjnych i problemach związanych z lokalizacją danego obiektu, na przykład odpowiednim pozycjonowaniu pojazdów ratowniczych w celu zoptymalizowania czasu reakcji. Profesor i wykładowca Uniwersytetu Technicznego w Delfcie (prowadzi zajęcia z optymalizacji), oraz przewodnicząca Mathematical Optimization Society w kadencji 2016–2019.   

## Edukacja i kariera naukowa
Aardal pochodzi z Norwegii. Tytuł doktora uzyskała w 1992 roku na Uniwersytecie Katolickim w Louvain w Belgii. Promotorem jej rozprawy doktorskiej zatytułowanej On the Solution of One and Two-Level Capacitated Facility Location Problems by the Cutting Plane Approach był Laurence Alexander Wolsey. Rozprawa ta w 1992 roku zdobyła drugą nagrodę SOLA Dissertation Award Instytutu Badań Operacyjnych i Nauk o Zarządzaniu. 
Pracowała w holenderskim Centrum Wiskunde&Informatica, a od 2005 roku jest związana z Uniwersytetem Technicznym w Eindhoven. W 2008 przeprowadziła się do Delft. 
Współautorka artykułu An optimal bifactor approximation algorithm for the metric Uncapacitated facility location problem. 